# Kościół św. Jerzego w Niedźwiedziu
Kościół świętego Jerzego w Niedźwiedziu – rzymskokatolicki kościół parafialny należący do parafii pod tym samym wezwaniem (dekanat Golub diecezji toruńskiej).
Jest to świątynia wzniesiona pod koniec XIII wieku. Nawa i wieża zostały dobudowane w 1. połowie XIV wieku. Budowla została zniszczona w 1410 roku a także podczas wojny trzynastoletniej. Odbudowana została w połowie XV stulecia. W tym okresie prezbiterium otrzymało sklepienie. Po spaleniu przez Szwedów świątynia została powtórnie odbudowana w 1656 roku. Wyremontowano ją w 1885 roku. W latach 1992–1993 wykonany został remont dachu wieży.
Wyposażenie kościoła powstało pod koniec XVIII wieku. Należą do niego rokokowe: ołtarz główny, ołtarze boczne, ambona, konfesjonały, krucyfiks. Późnorenesansowy styl reprezentują ławki z 1. połowy XVII stulecia. Drzwi do zakrystii i granitowa kropielnica pochodzą z okresu średniowiecza. Ciekawy jest również żeliwny krucyfiks z 1886 roku. Organy z prospektem neobarokowym i współczesnym jego wyposażeniu powstały pod koniec XIX wieku i wykonała je firma Julius Witt z Danzig (Gdańska); instrument posiada: trakturę mechaniczną, wiatrownice mechaniczno-stożkowe, 9 rejestrów, l manuał + pedał, miech fałdowy. Świątynia może się również poszczycić wyposażeniem złotniczym w stylu rokokowym: monstrancją z 1757 roku, świecznikiem ołtarzowym z 1792 roku, kielichem mszalnym z 3. ćwierci XVIII wieku. Pacyfikał powstał w 2. połowie XIX wieku, natomiast wiszący świecznik korpusowy został wykonany na przełomie XIX i XX wieku.